# 洛德 (阿列省)
洛德（法語：Loddes，法語發音：[lɔd]）是法国阿列省的一个市镇，位于该省东部偏南，属于维希区。

## 地理
洛德（46°17'18"N, 3°45'58"E）面积23.49 平方千米，位于法国奥弗涅-罗讷-阿尔卑斯大区阿列省，该省份为法国中部省份，北起涅夫勒省、西北接谢尔省，西南至克勒兹省，南至多姆山省，东南临卢瓦尔省，东临索恩-卢瓦尔省。
与洛德接壤的市镇（或旧市镇、城区）包括：昂德拉罗什、巴赖-比索勒、贝尔、勒东容、勒纳、福雷地区蒙泰居埃。

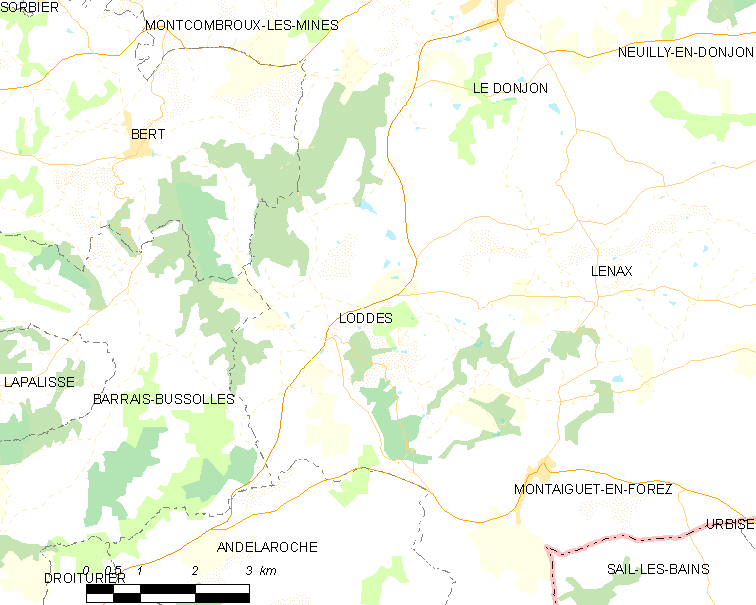
的OSM定位图

洛德的时区为UTC+01:00、UTC+02:00（夏令时）。

## 行政
洛德的邮政编码为03130，INSEE市镇编码为03147。

## 政治
洛德所属的省级选区为贝布尔河畔栋皮埃尔县。

## 人口

1962-2008年间人口变化图示

洛德于2022年1月1日时的人口数量为167人。